# Bérurier Noir
Bérurier Noir (ugs. les Béru oder les Bérus) war eine französische Punkband. Sie bestand von 1983 bis 1989 und noch einmal von 2003 bis Anfang 2006. „Les Bérus“ schrieben ausgeprägt politische, vom Anarchismus geprägte Texte. Für eine Punkband ungewöhnlich war ihre Verwendung eines Drumcomputers anstatt eines Schlagzeugs. Auch ihre Auftritte, auf denen sie sich oft mit Clownsmasken und dergleichen ausstaffierten, hoben sich vom üblichen Habitus der Punkszene deutlich ab.
Der Name der Band geht auf die Figur mit Namen Bérurier einer Kriminalreihe von Frédéric Dard zurück.

## Diskografie

### Studioalben
| Jahr | Titel     | Höchstplatzierung, Gesamtwochen, AuszeichnungChartsChartplatzierungen (Jahr, Titel, Platzierungen, Wochen, Auszeichnungen, Anmerkungen) | Anmerkungen |
| Jahr | Titel     | FR | Anmerkungen |
| ---- | --------- | --- | ----------- |
| 2006 | Invisible | FR76 (11 Wo.)FR |             |

Weitere Studioalben
- 1985: Concerto pour detraqués
- 1987: Abracadaboum
- 1989: Souvent fauché toujours marteau

### Livealben
| Jahr | Titel             | Höchstplatzierung, Gesamtwochen, AuszeichnungChartsChartplatzierungen (Jahr, Titel, Platzierungen, Wochen, Auszeichnungen, Anmerkungen) | Anmerkungen |
| Jahr | Titel             | FR | Anmerkungen |
| ---- | ----------------- | --- | ----------- |
| 2003 | Même pas mort     | FR35 (10 Wo.)FR |             |
| 2005 | L’Opéra des Loups | FR69 (9 Wo.)FR |             |

Weitere Livealben
- 1990: Viva Bertaga
- 1995: Carnaval des agités
- 1998: La bataille de Pali-Kao

### Kompilationen
- 2003: Enfoncez l’clown

### EPs
- 1983: Nada (Split mit Guernica)
- 1984: Macadam massacre
- 1985: Nada Nada
- 1985: Joyeux Merdier
- 1988: Viêt-nam-Laos-Cambodge

### Videoalben
- 2003: Même pas mort
- 2005: L’Opéra des Loups